# Dichomeris acuminata
Dichomeris acuminata is een vlinder uit de familie tastermotten (Gelechiidae). De wetenschappelijke naam van deze soort is voor het eerst geldig gepubliceerd in 1876 door Staudinger.
De soort komt voor in tropisch Afrika.